# Elección papal de 1088
La elección papal de marzo de 1088 fue convocada después de la muerte de Víctor III, eligiendo al cardenal Odón de Chantillon, quien tomó el nombre de Urbano II.

## Muerte de Víctor III y elección
Víctor III murió el 16 de septiembre de 1087, en Montecasino. Poco antes de su muerte recomendó como su futuro sucesor al cardenal Odón de Chantillon. En aquel tiempo Roma estaba bajo el control del antipapa Clemente III, quien se mantuvo gracias al apoyo del emperador Enrique IV del Sacro Imperio, y no había esperanzas de una recuperación rápida. En esta situación, los partidarios de Víctor III se reunieron el 9 de marzo de 1088 en Terracina, bajo la protección del ejército normando, para elegir el nuevo papa. Además de los cardenales obispos (los únicos con derecho a voto), en la asamblea electoral celebrada en la concatedral de los Santos Pedro y Cesareo, estaban presente también los representantes de las dos órdenes menores de cardenales (presbíteros y diáconos), así como 40 obispos y abades, Benedetto, prefecto de Roma y Matilda de Toscana. Inicialmente fueron proclamados los habituales tres días de ayuno y oración, y se levantó la sesión el domingo 12 de marzo. Ese día los cardenales y el resto de los presentes, religiosos y laicos, se reunieron de nuevo en la misma iglesia. Los Cardenales obispos de Albano, Tusculum y Porto propusieron elegir a Odón de Chantillon, cardenal obispo de Ostia, designado por su predecesor. Este aceptó su elección y tomó el nombre Urbano II. La elección fue anunciada por el cardenal obispo de Albano, Pedro Igneo. El mismo día, Urbano fue entronizado y celebró su primera misa como papa. No fue hasta noviembre de 1088 que Urbano II pudo viajar a Roma.

## Cardenales electores
Según la bula de Nicolás II In Nomine Domini (1059), solo los cardenales obispos con sedes suburbicarias podían elegir al Papa. En marzo de 1088 había seis Obispos Cardinales:
| Elector                         | Título Cardenalicio | Elevado     | Papa                      | Notas |
| ------------------------------- | ------------------- | ----------- | ------------------------- | --- |
| Ubaldo                          | Obispo de Sabina    | 1063        | Alejandro II              | |
| Giovanni Minuto                 | Obispo de Tusculum  | 1066        | Alejandro II              | Creado como cardenal presbítero de Santa María en Trastevere, promocionado a la sede suburbicaria probablemente en 1073 |
| Pedro Igneo, O.S.B.Vallombrose  | Obispo de Albano    | 1072        | Alejandro II              | Protodiácono, anunció la elección de Urbano II                                                                          |
| Odón de Chantillon, O.S.B.Cluny | Obispo de Ostia     | 1080        | Gregorio VII              | Papa electo |
| Giovanni                        | Obispo de Porto     | 1085 o 1087 | Gregorio VII o Víctor III | |
| Bruno                           | Obispo de Segni     | 1079        | Gregorio VII              | Canciller de la Iglesia Católica                                                                                        |

## Ayudantes de los electores
Dos cardenales de los órdenes menores, uno cardenal presbítero y otro cardenal diácono, asistieron en la elección:
| Elector                       | Título Cardenalicio                                          | Elevado | Papa         | Notas                                                         |
| ----------------------------- | ------------------------------------------------------------ | ------- | ------------ | ------------------------------------------------------------- |
| Rainiero, O.S.B.              | Presbítero de San Clemente                                   | 1078    | Gregorio VII | Abad de San Lorenzo Extramuros; futuro Pascual II (1099-1118) |
| Oderisio de Marsi, O.S.B.Cas. | Diácono del Sagrado Palacio de Letrán (deaconía desconocida) | 1059    | Nicolás II   | Abad de Montecasino                                           |